# Ludwig Necker
Ludwig Necker (* 1756 in Stuttgart; † nach 1812 ebenda) war ein Königlich Württembergischer Hofkupferstecher.

## Leben
Necker wurde von 1770 bis 1781 an der „Académie des Arts“ ausgebildet. 1781 wurde er zum Hofkupferstecher ernannt und unterrichtete von 1785 bis 1794 Zeichnen an der Hohen Karlsschule sowie 1812 an der Unterstufe der Realschule. Seine Schaffenszeit erstreckte sich bis 1796. Er war ein Schüler des Kupferstechers Johann Gotthard von Müller.
Zu seinen Werken zählen:

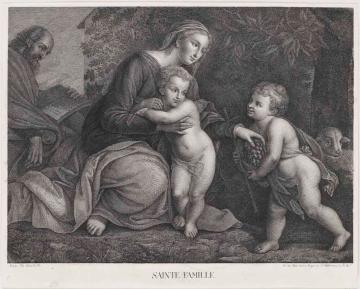
Die heilige Familie nach Santi di Tito

- Eine heilige Familie in einer Landschaft nach Santi di Tito
- Adonis verlässt Venus, um zur Jagd zu gehen nach Nicolas Guibal
- Radierung: Bildnis der Herzöge Ludwig Eugen von Württemberg[5] und Karl Eugen von Württemberg[6]
- Porträts des ehemaligen Oberjägermeisters am Hof von Mainz nach Johann Heinrich Roos sowie des Königs Friedrich von Württemberg.
- Bildnis des Professors Johann Christian Mayer[7]